# ثبت اختراع زیست‌شناختی

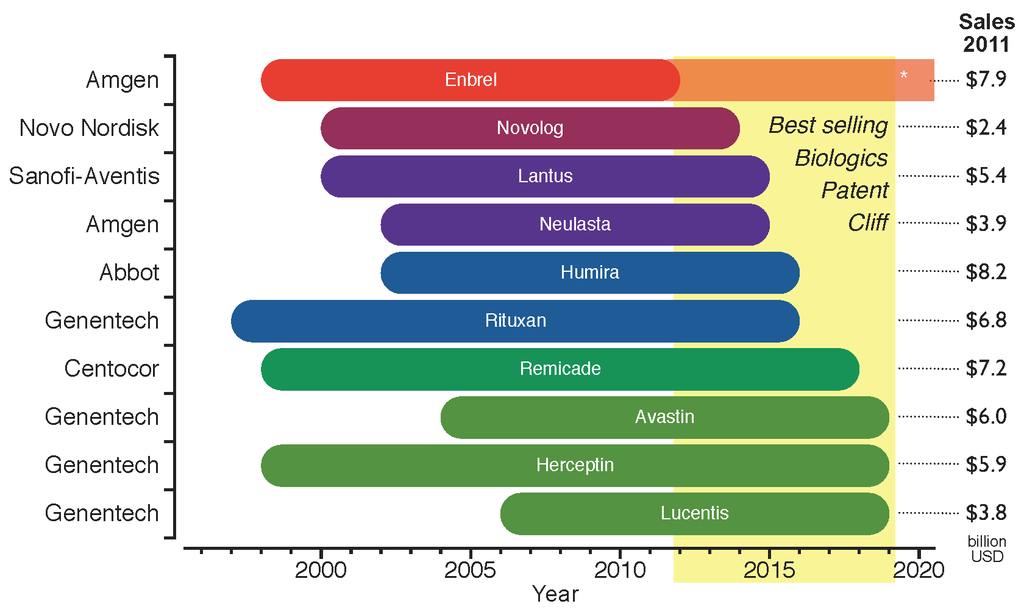
10 ثبت اختراع بیولوژیکی برتر (2012-2019)

ثبت اختراع زیست‌شناختی (به انگلیسی: Biological patent)، حق اختراعی در زمینه زیست‌شناسی است که طبق قانون به دارنده اختراع اجازه می‌دهد تا دیگران را از ساخت ، استفاده، فروش یا واردات اختراع محافظت‌شده برای مدت محدودی محروم کند. دامنه اختراع‌های زیست‌شناخی در حوزه‌های قضایی متفاوت است، و ممکن است شامل فناوری و فرآورده‌های ریست‌شناختی، جانداران دستکاری‌شده ژنتیکی و مواد ژنتیکی باشد. کاربرد ثبت اختراع برای مواد و فرآیندهایی که منشأ کامل یا کمی طبیعی دارند، موضوع بحث است.